# 상주 추원재
상주 추원재(尙州 追遠齋)는 대한민국 경상북도 상주시 이안면 양범리에 있는 조선시대의 건축물이다. 2010년 3월 11일 경상북도의 문화재자료 제564호로 지정되었다.

## 개요
추원재는 진주강씨 찬성공파 종중 재사로 1704년에 강영숙(?~1504)과 그 장자 호·차자 택·삼자 온·사자 준의 묘역 아래에 후손 강진·강로·강석경이 건립하였다. 현재 묘제를 지내고 묘소의 수호뿐만 아니라 후손들의 회합을 도모하는 장소로 이용되고 있다. 창건 이후 1830년 퇴락해진 건물을 문중 사람들이 뜻을 모아 재물을 보태어 중건하고 그 상량문을 대청 상부 종도리에 밀봉해 놓았다.
1830년 중건한 강당형 재실인 추원재는 넉넉한 부재를 사용하여 튼실하게 잘 지은 건물로 중건 당시 모습이 거의 대부분 잘 남아 있다. 건물의 연륜을 짐작케하는 청방간 창호 형식, 내구와 기밀성을 높이기 위하여 공들여 다듬은 창받이 턱소란, 예스럽고 소박한 멋을 지닌 까치발 등이 작지만 돋보이는 건물로 보존할 가치가 있어 문화재자료로 지정한다.

## 참고 자료
- 상주 추원재 - 국가유산청 국가유산포털